# نمایش روزانه
نمایش روزانه که اکنون با نام برنامهٔ روزانه با ترور نوآ  شناخته می‌شود، نمایشی آمریکایی است که در آخر شب و از روز دوشنبه تا چهارشنبه، از شبکهٔ کمدی سنترال پخش می‌شود. این برنامه نیم ساعته، از تاریخ ۲۱ ژوئیه ۱۹۹۶(۳۱ تیر ۱۳۷۵) آغاز به کار کرد. میزبان این برنامه در ابتدا کریگ کیلبورن بود مه در دسامبر ۱۹۹۸ جای خود را به جان استوارت داد که تا ۶ اوت ۲۰۱۵ میزبان آن ماند. استوارت کارش را به صورت رسمی از ژانویهٔ سال ۱۹۹۹ شروع کرد و یک سری تغییرات را در آن به وجود آورد. با حضور استوارت، برنامه سمت و سویی سیاسی و در ارتباط با رسانه‌های ملی پیدا نمود. کلبورندر این برنامه بیشتر به فرهنگ عامه علاقه داشت.

از سوی گروه سازنده، این برنامه به عنوان اخبار طنزآمیز شناخته می‌شود. این برنامه با ایجاد فضایی طنز و به ترسیم اخبار منتشر شده در رسانه‌های ملی آمریکا می‌پردازد. این برنامه با یک مونولوگ طولانی با میزبانی جان استوارت آغاز شده و سرفصل‌های خبری روز را مورد بررسی از نگاه طنز قرار می‌دهد. در بخشی دیگر استوارت در برابر صاحب‌نظران قرار می‌گیرد. این صاحب‌نظران به صورت طنزآمیز به جبهه‌گیری دربرار موضوعات می‌پردازند. در بخش آخر استوارت، میزبان یک میهمان اعم از هنرمند، سیاستمدار، ورزشکارانی است که در روزهای اخیر جریانی خبری را با بازی در فیلم، یا انتشار کتاب یا پیروزی‌ای خاص، به وجود آورده‌اند.

این برنامه از زمان میزبانی استوارت، به شدت محبوب شده برخی از مراکز تحقیقاتی از آن به عنوان منبع اصلی افراد جوان برای گرفتن اخبار روز اسم برده شده‌است. در سال ۲۰۰۵ کمدی سنترال، برنامه را به دوبخش تقسیم نمود. قسمت دوم با نام گزارش کلبرت ٬با حضور استیون کلبرت که خود از شخصیت‌های قبلی برنامهٔ روزانه است، نام گرفت. این دو برنامه به صورت پیاپی است و معمولاً به اشارهٔ دست استوارت به برنامهٔ کلبرت، در آخر برنامه، همراه است. نسخه‌ای از برنامهٔ روزانه با نام نمایش روزانه :نسخهٔ جهانی برای پخش جهانی از سوی شبکهٔ سی‌ان‌ان ایجاد شده‌است.
در تابستان ۲۰۱۳ (۱۳۹۲ش) جان استوارت برنامه را برای ۳ ماه برنامه را ترک می‌کند تا فیلمی راجع به مازیار بهاری به نام گلاب بسازد. در مدت نبود وی جان اولیور میزبانی برنامه را برعهده می‌گیرد. در طوی غیبت استوارت، وی چندبار از طریق اسکایپ با جانشینش طی برنامه تماس گرفت.
جان استوارت در ۱۵ فوریه ۲۰۱۵ اعلام کرد که در سال ۲۰۱۵ از برنامه کناره‌گیری خواهد کرد. در ۳۰ مارس ۲۰۱۵ اعلام شد که ترور نوآ جانشین جان استوارت خواهد شد. «نوآ» کمدینی اهل آفریقای جنوبی است که از دسامبر ۲۰۱۴ به برنامه نمایش روزانه پیوسته بود.

## تک‌گویی

جان استوارت در حال مصاحبه با یکی از خبرنگارانش، جیسون جونز، پس از بازگشت از ایران است.

هر قسمت این برنامه با اعلام روز و بیان "از مرکز خبری جهانی کمدی سنترال در نیویورک، این برنامهٔ روزانه با جان استوارت است". پیش از این معرفی این برنامه با بیان "این برنامهٔ روزانه است با جان استوارت، مهمترین برنامهٔ تلویزیونی تاریخ". بعد از آن جان استوارت، تک‌گویی را آغاز نموده و اخبار کنونی و موضوعات روز را دست‌آویز زبان طنزآمیزش قرار می‌دهد. پیش از این برنامه به چند بخش اعم از "سایر اخبار"، "سرخط"٬"فقط همین" تقسیم می‌شد که بعد از ۲۲ اکتبر ۲۰۰۲، به صورت فعلی یعنی یک و گاهی اوقات دوبخش تک‌گویی تقسیم می‌شود.

## بخش خبرنگاران
بخش تک‌گویی معمولاً پیش از بخش با خبرنگاران در زمانبندی برنامه قرار می‌گیرد. خبرنگاران در این بخش معمولاً با عنوان
«خبره» ٬در زمینه‌های مختلف، مورد سؤال قرار می‌گیرند. گاه این سؤال جواب با جان از طریق نشستن در کنار استوارت و به صورت رودرروست و گاهی از طریق پرده سبز و با قرارگرفتن در محیطی خیالی است و گاهی نیز هردو به صورت توامان صورت می‌گیرد. خبرنگاران بنا به اخبار روز به عنوان خبرهٔ در آن کار مورد سؤال قرار می‌گیرند (از این جمله می‌توان به حضور اولویا مان به عنوان متخصص اندازهٔ بدن نام برد خبرنگاران معمولاً به صورت طنزآمیز و اغراق‌کننده‌ای به بررسی رویدادها می‌پردازند.
در زمان ارایهٔ گزارش از سوی خبرنگاران، معمولاً به جای گزارش در مکان واقعی در جلوی پردهٔ سبز قرار می‌گیرند. البته گاهی نیز این‌گونه نیست، چراکه در تاریخ ۲۰ آگوست، یکی از خبرنگاران به گزارشی از عراق، به نام عملیات تندر خاموش: برنامهٔ روزانه در عراق، پرداخت. از دیگر گزارش‌های جالب و واقعی از مکان واقعی، می‌توان به گزارش بازی‌های المپیک تابستانی ۲۰۰۸ توسط «راب ریج» بانام «در تعقیب اژدها» و حضور جان اولیور در جام‌جهانی ۲۰۱۰ در آفریقا تحت عنوان «در آفریقا» اشاره نمود. همچنین جیسون جونز(خبرنگار) در اوایل سال ۲۰۰۹ میلادی، برای گزارش انتخابات ریاست جمهوری ایران، در طی ۱۰ روز به تهیهٔ گزارش پرداخت و سه باز بازداشت شد و پس از بازگشت با دستبند سبز در برنامه حاضر شد.

## مصاحبه با افراد برجسته
در بخش سوم برنامه، جان استوارت با مصاحبه با افراد برجسته می‌پردازد. این افراد تقریباً تمامی قشرها جامعه، مانند بازیگران، صاحب‌نظران، موسیقیدانان، ورزشکاران و افراد سیاسی، را شامل می‌شود. این فهرست با حضور استوارت به عنوان مجری، توسعه یافت.

## بخش پایانی
در بخش پایانی، که گاه با گفتگویی کوتاه با مجری برنامهٔ بعدی، استفن کلبرت، آغاز می‌شود. این کار در ابتدای کار برنامهٔ کلبرت در پایان هر روز انجام می‌شد ولی بعد از سال ۲۰۰۷ به دو بار در هفته و از سال ۲۰۰۹ به یک بار در هفته کاهش یافت. بعد از این بخش، به عبارت "این هم لحظهٔ زِنِ برای شما!"، قطعه فیلمی به صورت کوتاه و به شکل طنز پخش می‌شود. این قطعه فیلم معمولاً از لابه‌لای اخبار از شبکه‌های خبری برداشت شده که حاوی اشتباهات گزارشگران است. این بخش از جمله بخش‌هایی است که از سال ۱۹۹۶ در این برنامه وجود داشته‌است.

## ماجرای مازیار بهاری
در طی سال ۱۳۸۸، جان استوارت یکی از خبرنگارانش جیسون جونز را برای پوشش اخبارِ انتخابات ریاست جمهوری ایران به ایران فرستاد. جیسون جونز در طی حضورش در ایران با افراد متخلفی دیدار کرد؛ از محمدعلی ابطحی، ابراهیم یزدی تا مازیار بهاری. این بخش با نام «پشت خط دشمن- پارسیان مورد نظر» پخش شد. مصاحبه با بهاری در یک کافه برگزار شد. مازیار بهاری در دفاع از ایران به وجود مشترکاتِ بین ایران و آمریکا پرداخت. چند روز بعد بهاری به جرم مصاحبه با جونز دستگیر شد. در اطلاعیه دستگیری وی، ارتباط با جاسوسان خارجی اعلام شد. جیسون نیز در طول حضورش در ایران ۳ بار دستگیر شد. پس آزادی مازیار بهاری، کتابی در این زمینه نوشت: «سپس آن‌ها دنبال من آمدند». جان استوارت در سال ۲۰۱۱ میزبان بهاری در برنامه‌اش بود و گفت که تحت تأثیر نوشتار وی قرار گرفته‌است. جان استوارت تصمیم گرفت تا فیلمی را بر مبنای این کتاب کارگردانی نماید.